# Qijiang
Qijiang, tidigare stavat Kikiang, är ett yttre stadsdistrikt i storstadsområdet Chongqing i sydvästra Kina.
I oktober 2011 slogs Qijiang härad samman med distriktet Wansheng för att bilda det nya distriktet Qijiang.

## Administrativ indelning
Distriktet är indelat i sju stadsdelsdistrikt och 24 köpingar.
Stadsdelsdistrikt (jiedao):

- Donglin (东林街道)
- Gunan (古南街道)
- Sanjiang (三江街道)
- Tonghui (通惠街道)
- Wansheng (万盛街道)
- Wenlong (文龙街道)
- Xinsheng (新盛街道)

Köpingar (zhen):

- Anwen (安稳镇)
- Conglin (丛林镇)
- Datong (打通镇)
- Dingshan (丁山镇)
- Dongxi (东溪镇)
- Fuhuan (扶欢镇)
- Ganshui (赶水镇)
- Guanba (关坝镇)
- Guofu (郭扶镇)
- Heishan (黑山镇)
- Hengshan (横山镇)
- Jinqiao (金桥镇)
- Longsheng (隆盛镇)
- Nantong (南桐镇)
- Qingnian (青年镇)
- Sanjiao (三角镇)
- Shihao (石壕镇)
- Shijiao (石角镇)
- Shilin (石林镇)
- Wandong (万东镇)
- Yongcheng (永城镇)
- Yongxin (永新镇)
- Zhongfeng (中峰镇)
- Zhuantang (篆塘镇)